# Коновець Світлана Володимирівна
Світлана Володимирівна Конове́ць (нар. 13 березня 1950 року, м. Здолбунів) — педагог, доктор педагогічних наук (2012), головний науковий співробітник лабораторії громадянського та морального виховання Інституту проблем виховання НАПН України.

## Біографічні дані
Народилася 13 березня 1950 року в м. Здолбунів.
У 1975 році закінчила Київський університет. Відтоді працювала у Навчально-методичному кабінеті естетичного виховання дітей та Центральному інституті удосконалення вчителів у Києві. З 1980 по 1992 рік працювала вчителем. З 1992 по 2000 та з 2013 року — старший науковий співробітник лабораторії морального та етичного виховання Інституту проблем виховання НАПНУ; з 2000 по 2013 — старший науковий співробітник Інституту педагогічної освіти і освіти дорослих НАПНУ.
У 2014—2015 була у складі експертів для проведення експертизи підручників для учнів 4 класу загальноосвітніх навчальних закладів, поданих на конкурсний відбір.

## Наукова робота
Вивчає питання естетичного та етичного виховання дітей і молоді, професійної підготовки викладачів образотворчого мистецтва.

### Основні праці
За ЕСУ:
- Підготовка вчителя образотворчого мистецтва: метод. посіб. — Р., 2002;
- Творчий розвиток учителя образотворчого мистецтва. — Р., 2009;
- Естетичні та етичні засади оптимізації професійної діяльності викладачів образотворчого мистецтва вищих навчальних закладів: посіб. — Кр., 2013;
- Технологія культивування креативності вчителів образотворчого мистецтва // Нові технології навч. — 2013. — № 79.[1]